# Mescalito
Mescalito è l'album di esordio del cantante country rock statunitense Ryan Bingham, pubblicato nel 2007 dalla Lost Highway Records e prodotto da Marc Ford.

## Il disco
La realizzazione di Mescalito rappresenta il punto di arrivo del percorso che Bingham aveva intrapreso a partire dall'inizio degli anni 2000, esibendosi con il suo gruppo (i Dead Horses) in varie località del sudovest degli Stati Uniti e realizzando tre album autoprodotti. A questo materiale autoprodotto Bingham attinse per realizzare il suo primo lavoro ufficiale; per esempio, i brani South Side of Heaven (il singolo di maggior successo dell'album) e Long Way from Georgia apparivano entrambi già in Wishbone Saloon (2002). I brani spaziano fra diversi generi legati alla tradizione musicale degli Stati Uniti meridionali e del Messico, inclusi bluegrass, country rock, southern rock, blues bianco, americana, cantautorato alla Dylan (South Side of Heaven) e ballata in stile mariachi (Boracho Station).
Prodotto dal chitarrista dei Black Crowes Marc Ford, l'album vide la collaborazione di musicisti affermati della scena country e southern rock, quali Terry Allen (che contribuisce con un cameo nel brano Ghost of Travelin' Jones), Joe Ely e lo stesso Ford; fra i contributi di quest'ultimo ci sono gli arrangiamenti di chitarra elettrica di The Other Side e Bread and Water e la slide nel brano Hard Times. Il brano The Other Side, in particolare, formalizzò il sodalizio artistico fra Bingham e Ford; quest'ultimo, infatti, ne pubblicò l'anno successivo una propria versione nell'album Weary and Wired.
L'album ricevette recensioni molto positive, sia per la qualità delle composizioni che per l'espressività della voce roca di Bingham, che fu paragonata a quelli di Tom Waits e Steve Earle, anche se alcuni critici giudicarono lo stile di Bingham come troppo di maniera e ripetitivo. Fra le influenze di cui Mescalito risente, i critici hanno citato Earle e Allen, ma anche i Rolling Stones, John Mellencamp, Bruce Springsteen e Joe Strummer.
Il singolo di maggior successo tratto dall'album, South Side of Heaven, divenne abbastanza celebre da essere usato nella colonna sonora di un episodio del popolare telefilm E.R. - Medici in prima linea.

## Tracce
Tutti i brani sono scritti da R. Bingham.
1. Southside of Heaven
2. The Other Side
3. Bread and Water
4. Don't Wait for Me
5. Boracho Station
6. Sunshine
7. Ghost of Travelin' Jones
8. Hard Times
9. Dollar a Day
10. Take It Easy Mama
11. Long Way from Georgia
12. Ever Wonder Why
13. Sunrise
14. For What It's Worth

## Formazione
- Ryan Bingham (voce, chitarra, armonica a bocca, percussioni)
- Bukka Allen (fisarmonica)
- Terry Allen (voce, pianoforte)
- Anthony Arvizu (percussioni)
- John Bazz (basso)
- Stéphane Bossard (banjo)
- Jason Carter (fiddle)
- Marc Ford (chitarra, percussioni)
- Rick Lonow (batteria, percussioni)
- Mike Malone (pianoforte)
- Doug Moreland (fiddle)
- Corby Schaub (chitarra, mandolino, percussioni)
- batteria (batteria)
- Brian Standefer (violoncello)
- Mile Starr (chitarra, fiddle)